# 7-Zip
7-Zip es un archivador de ficheros libre desarrollado por Igor Pavlov. Por defecto utiliza el formato de archivo 7z, también libre, (con extensión .7z). Este formato usa los métodos de compresión LZMA y PPMD (más adecuado para textos), desarrollados por su autor, y puede aplicar un filtro a los ejecutables para aumentar su compresibilidad. Los archivos 7z pueden ser sólidos, donde múltiples archivos de tipo similar se comprimen en un único flujo, con el fin de explotar la redundancia combinado inherente a archivos similares, a diferencia de los ZIP, lo que mejora la compresión de conjuntos de archivos pequeños.

## Características
- Alto porcentaje de compresión con el formato 7z.
- 7-Zip es software libre con licencia GNU GPL.
- Según la web oficial, comprime de 30% a 70% más que el Formato de compresión ZIP y PKZip.[2]
- Capacidad de autoextracción para el formato 7z.
- Integración con el shell de Windows (explorador de archivos).
- Soporte para arrastrar y soltar.
- Potente administrador de archivos.
- Potente línea de comandos.
- Extensión para FAR Manager.
- Traducción a 87 idiomas.

## Variaciones
Bajo la forma de p7zip, la versión de uso en forma de línea de comandos se ha portado a sistemas de tipo Unix incluyendo Linux, FreeBSD y macOS. Hay varios programas con interfaz gráfica para el usuario. Uno de ellos es Q7Z. Otros alternativos para macOS son #7Z, o keka.

## Formatos
Es el formato predeterminado para 7-Zip, utiliza la extensión ".7z". Cada archivo en formato 7z puede contener directorios y archivos. Como es un formato de compresión, la seguridad y el tamaño se logran usando una combinación de filtros, como pueden ser: pre-procesadores, algoritmos de compresión y filtros de cifrado.

### Formato 7z
7z usa una variedad de algoritmos de compresión, los más comunes son bzip2, LZMA y LZMA2. Desarrollado por Pavlov, LZMA es una gran algoritmo de compresión, con un gran ratio de compresión y un diccionario de hasta 4 GB.

### Formatos soportados
| Formato  | Compresión | Descompresión | Extensión del archivo | Extensión del archivo | Extensión del archivo | Extensión del archivo |
| -------- | ---------- | ------------- | --------------------- | --------------------- | --------------------- | --------------------- |
| 7z       |            |               | .7z                   | .7z                   | .7z                   | .7z                   |
| XZ       |            |               | .xz                   | .xz                   | .xz                   | .xz                   |
| BZIP2    |            |               | .bz2                  | .bzip2                | .tbz2                 | .tbz2                 |
| GZIP     |            |               | .gz                   | .gzip                 | .tgz                  | .tgz                  |
| TAR      |            |               | .tar                  | .tar                  | .tar                  | .tar                  |
| ZIP      |            |               | .zip                  | .zip                  | .zip                  | .zip                  |
| WIM      |            |               | .wim                  | .swm                  | .esd                  | .esd                  |
| APFS     |            |               | .apfs                 | .apfs                 | .apfs                 | .apfs                 |
| AR       |            |               | .ar                   | .ar                   | .ar                   | .ar                   |
| ARJ      |            |               | .arj                  | .arj                  | .arj                  | .arj                  |
| CAB      |            |               | .cab                  | .cab                  | .cab                  | .cab                  |
| CHM      |            |               | .chm                  | .chw                  | .hxs                  | .hxs                  |
| CPIO     |            |               | .cpio                 | .cpio                 | .cpio                 | .cpio                 |
| CramFS   |            |               | .cramfs               | .cramfs               | .cramfs               | .cramfs               |
| DMG      |            |               | .dmg                  | .smi                  | .img                  | .img                  |
| EXT      |            |               | .ext                  | .ext                  | .ext                  | .ext                  |
| FAT      |            |               | .fat                  | .fat                  | .fat                  | .fat                  |
| GPT      |            |               | .gpt                  | .gpt                  | .gpt                  | .gpt                  |
| HFS      |            |               | .hfs                  | .hfs                  | .hfs                  | .hfs                  |
| IHEX     |            |               | .ihex                 | .ihex                 | .ihex                 | .ihex                 |
| ISO      |            |               | .iso                  | .iso                  | .iso                  | .iso                  |
| LZH      |            |               | .lzh                  | .lzh                  | .lha                  | .lha                  |
| LZMA     |            |               | .lzma                 | .lzma                 | .lzma                 | .lzma                 |
| MBR      |            |               | .mbr                  | .mbr                  | .mbr                  | .mbr                  |
| MSI      |            |               | .msi                  | .msi                  | .msi                  | .msi                  |
| NSIS     |            |               | .exe                  | .exe                  | .exe                  | .exe                  |
| NTFS     |            |               | .ntfs                 | .ntfs                 | .ntfs                 | .ntfs                 |
| QCOW2    |            |               | .qcow2                | .qcow2                | .qcow2                | .qcow2                |
| RAR      |            |               | .rar                  | .rar                  | .rar                  | .rar                  |
| RPM      |            |               | .rpm                  | .rpm                  | .rpm                  | .rpm                  |
| SquashFS |            |               | .squashfs             | .squashfs             | .squashfs             | .squashfs             |
| UDF      |            |               | .udf                  | .udf                  | .udf                  | .udf                  |
| UEFI     |            |               | .efi                  | .efi                  | .efi                  | .efi                  |
| VDI      |            |               | .vdi                  | .vdi                  | .vdi                  | .vdi                  |
| VHD      |            |               | .vhd                  | .vhd                  | .vhd                  | .vhd                  |
| VHDX     |            |               | .vhdx                 | .vhdx                 | .vhdx                 | .vhdx                 |
| VMDK     |            |               | .vmdk                 | .vmdk                 | .vmdk                 | .vmdk                 |
| XAR      |            |               | .xar                  | .pkg                  | .xip                  | .xip                  |
| Z        |            |               | .z                    | .z                    | .taz                  | .taz                  |
| DEB      |            |               | .deb                  | .deb                  | .deb                  | .deb                  |
| SPLIT    |            |               | .001 - .002...        | .001 - .002...        | .001 - .002...        | .001 - .002...        |
| COMPOUND |            |               | .doc                  | .xls                  | .ppt                  | .ppt                  |